# Octadecaboran
Octadecaboran là một hợp chất vô cơ của bor với hydro có công thức hóa học là B18H22. Nó là một chất rắn không màu dễ cháy, giống như nhiều hợp chất bor với hydro khác. Mặc dù hợp chất vô cơ này có rất ít có ứng dụng thực tế, nhưng cấu trúc phân tử của nó vẫn được quan tâm về mặt lý thuyết.

## Tổng hợp
Nó được hình thành bởi sự phân hủy của B20H182− hoặc bằng sự oxy hóa của B9H12−.

## Cấu trúc phân tử
Octadecaboran có hai đồng phân cấu tạo:
- n-B18H22
- i-B18H22

Cấu trúc phân tử của hợp chất này gồm hai nhóm B9H11 liên kết với nhau, có hình dạng giống decaboran. Hợp chất bor với hydro này là hợp chất đầu tiên được tìm thấy có nhiều dạng đồng phân.